# Saint-Cornier-des-Landes
Saint-Cornier-des-Landes település Franciaországban, Orne megyében. Lakosainak száma 602 fő (2018. január 1.). Saint-Cornier-des-Landes Tinchebray, Landisacq, Larchamp, Beauchêne és Yvrandes községekkel határos.

## Népesség
A település népessége az elmúlt években az alábbi módon változott:
| Lakosok száma | 596  | 606  | 602  |
|               | 2015 | 2017 | 2018 |